# Sierra Espuña

Kaart Sierra Espuña binnen de Regio Murcia

De Sierra Espuña is een gebergte en regionaal natuurpark gelegen in de Spaanse regio Murcia, dat deel uitmaakt van de Betische cordillera (Cordillera Bética) en zich uitstrekt over de gemeentes Alhama de Murcia, Totana, Mula, Pliego en Aledo.

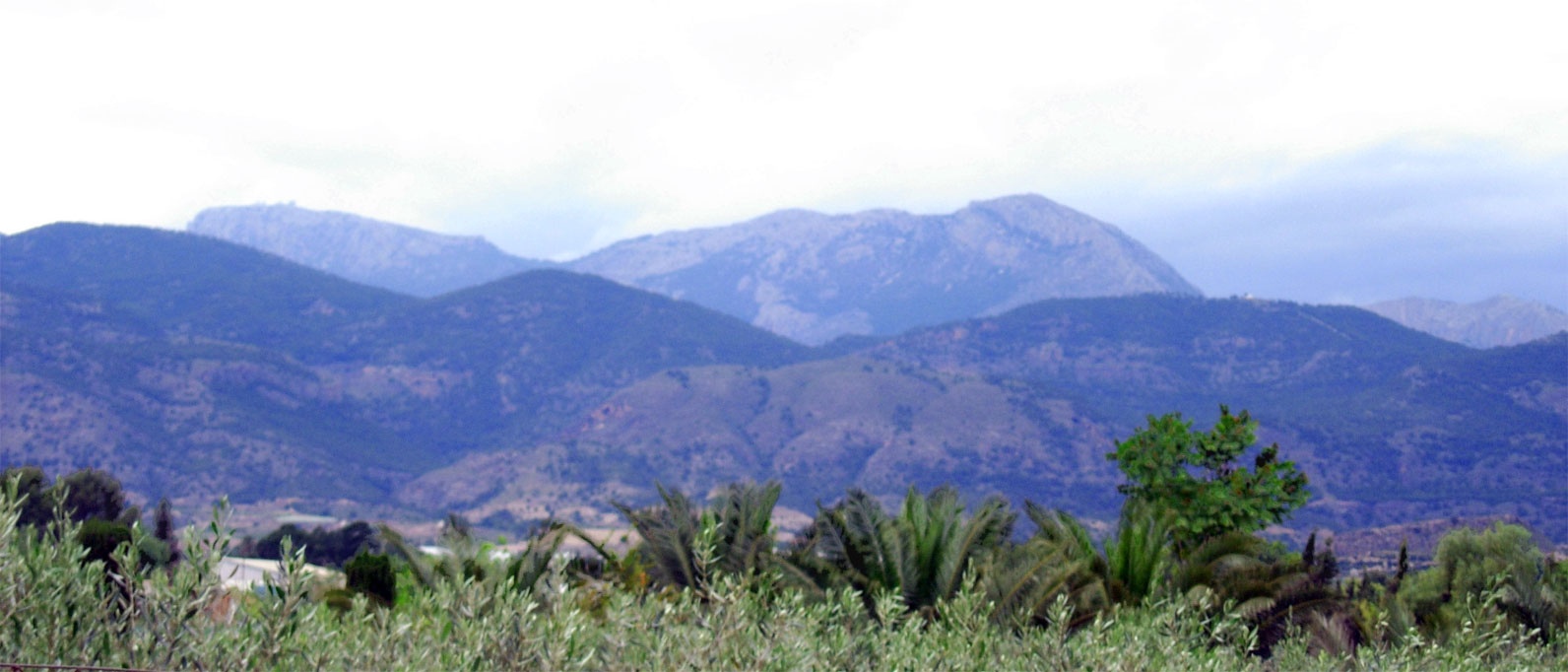
Zicht op het gebergte Sierra Espuña

Het gebergte bevindt zich te midden van de steden Lorca (26 kilometer), Murcia (37 kilometer), Cartagena (60 kilometer) en Caravaca de la Cruz (60 kilometer).
Ten zuiden van het gebied stroomt de río Guadalentín.
In de late negentiende eeuw bevond het gebied zich in een deplorabele milieutoestand. De vegetatie was bijna volledig verloren gegaan en het woestijnvormingsproces was ingezet. Vanaf 1889 nam boswachter Ricardo Codorníu de enorme taak op zich om de hele berg te herbebossen. Deze actie van herbebossing was een model voor die tijd.
In 1931 werd het gebied van cultureel belang verklaard, en in 1992 werd het beschermd als een regionaal park. Het is ook aangewezen als speciale beschermingszone voor vogels (SPA).

## Bezienswaardigheden

### Bezoekerscentrum Ricardo Codorníu

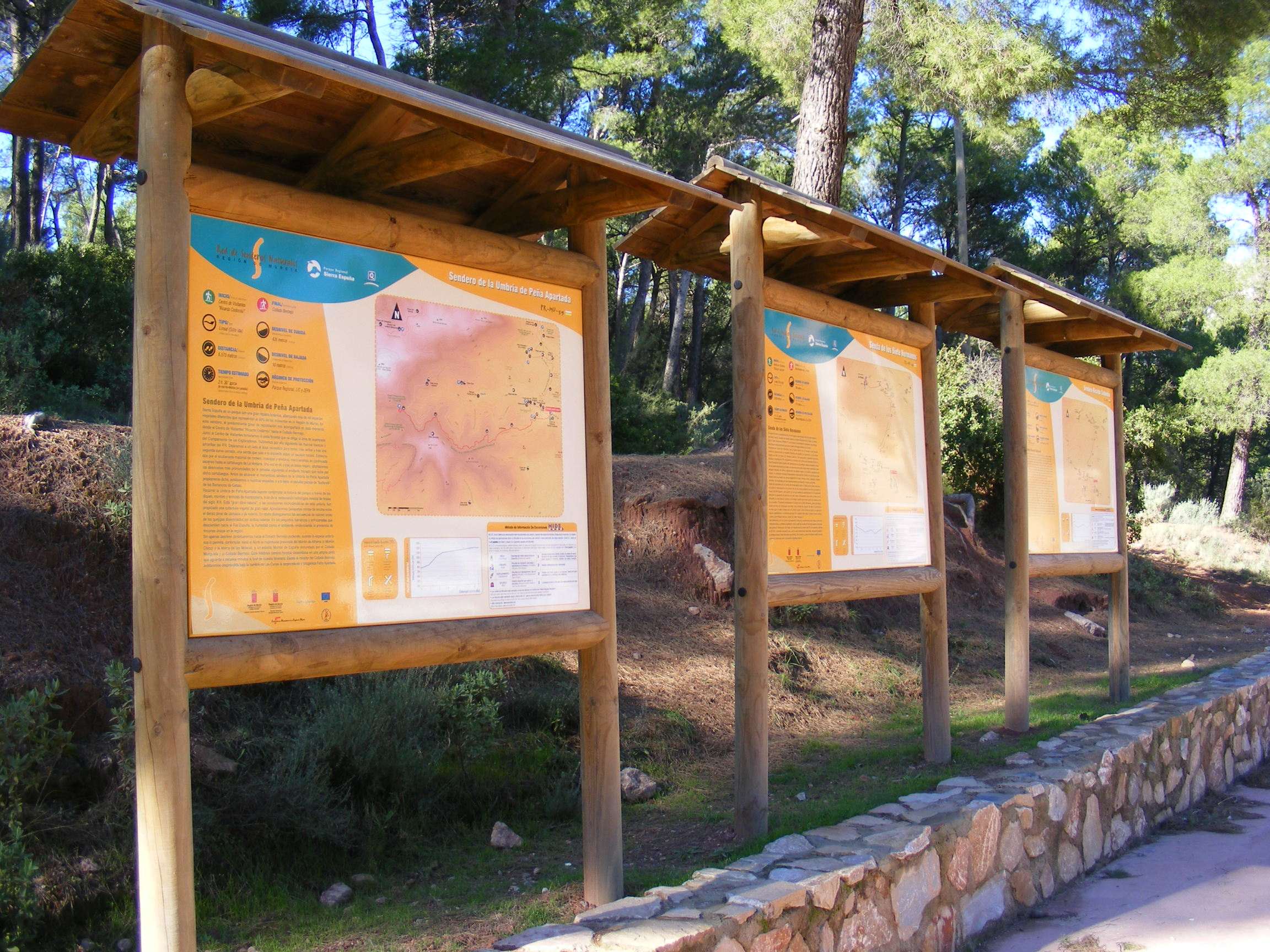
Bezoekerscentrum Ricardo Codorníu.

Het bezoekerscentrum is vernoemd Ricardo Codorníu, de boswachter die in de negentiende eeuw het hele gebied herbebost heeft. Het is een oud huis gelegen in het hart van de Sierra Espuña, waar het publiek ontvangen wordt en de eerste informatie krijgt over de natuurlijke waarden van het regionale park. Het centrum bevat ook het lokaal van de boswachters.

### Huerta Espuña
Naast de bezoekerscentrum bevindt zich het gebied dat bekendstaat als Huerta Espuña. Dit is een van de meest historische plaatsen in het park, want het was op die plek dat de werkzaamheden voor de herbebossing geleid werden door Ricardo Codorniú. Op deze plek werd geëxperimenteerd met gewassen om de haalbaarheid van het project te beoordelen. Op dit moment kunt u nog een aantal van die tuinen bezoeken. Sommigen van hen zijn nog steeds in gebruik voor herstelprojecten.

### Sneeuwhutten of Ijskelders

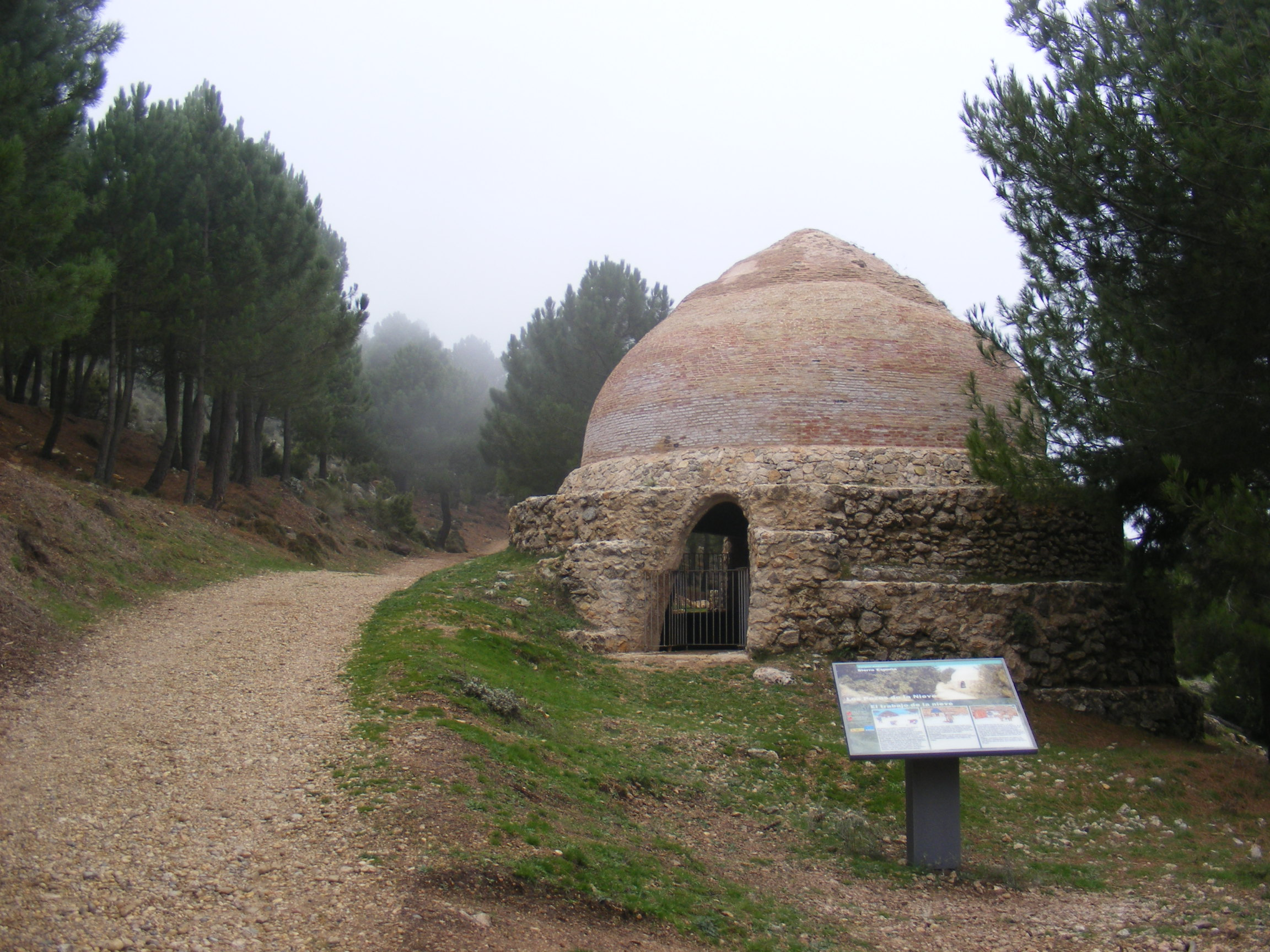
ijskelder in Cartagena

Buiten dit park vinden we dit soort sneeuwhutten, ook ijskelders genaamd, nog op twee andere plaatsen in de regio Murcia, in Jumilla en Yecla. Ze werden op het einde van de zestiende eeuw gebouwd, in de winter volgestopt met sneeuw. Deze sneeuw werd verhard tot ijs, dat vanaf mei tot en met september met paard en kar naar de steden gebracht werd als ijs. Tijdens deze reis ging meestal 35% van het ijs verloren. In een sneeuwhut werd er tot 1 miljoen kilo ijs gestockeerd. In het totaal zijn er nog vijfentwintig sneeuwhutten, waarvan de eerste helft Pozo de la nieve de Cartagena en de andere helft Pozo de la nieve de Murcia genaamd werden, naargelang de stad die zij bevoorraden.

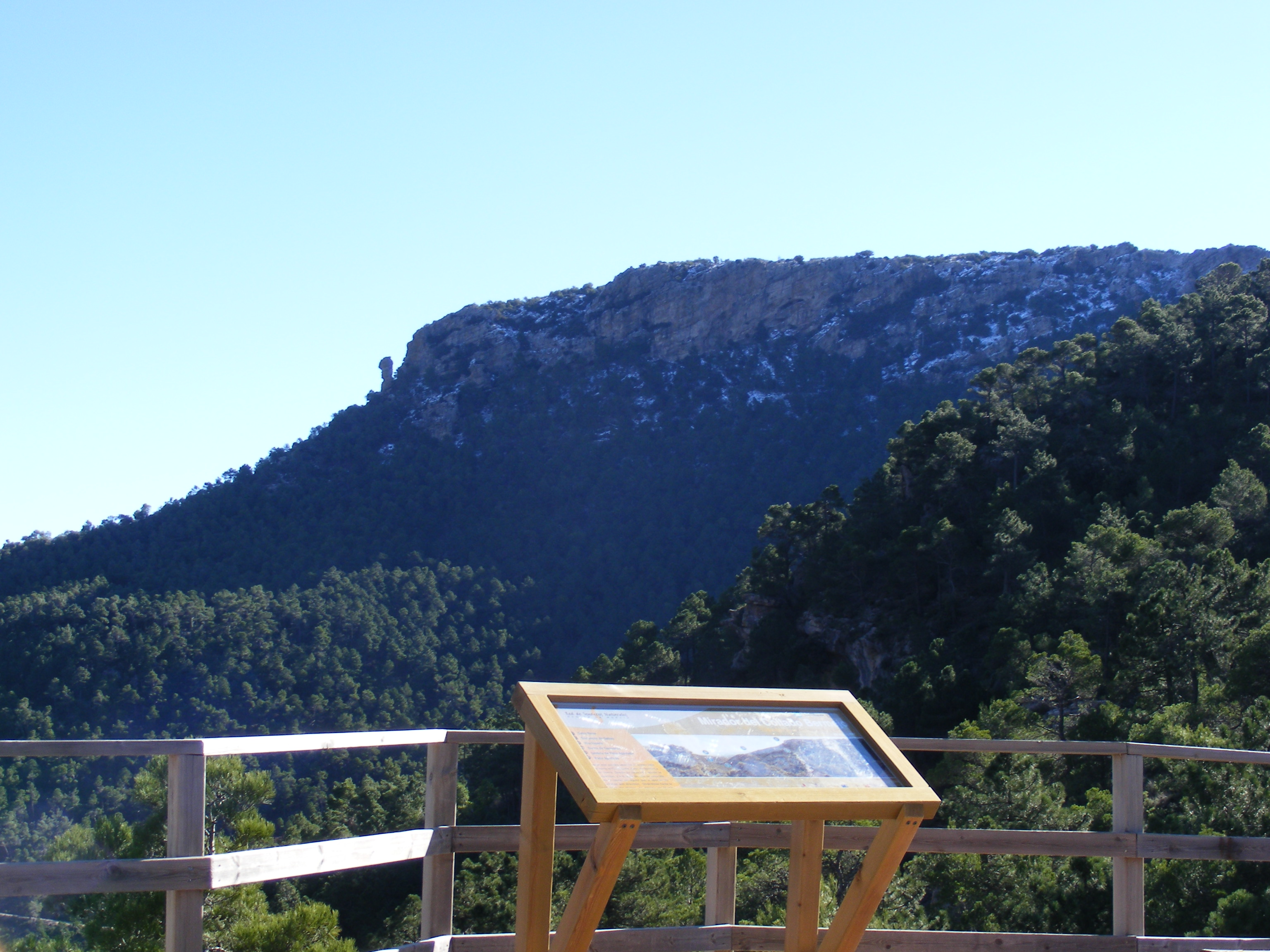
Mirador Collado Bermejo.

### Mirador del Collado Bermejo
Dit uitkijkpunt biedt een van de beste uitzichten over de hele Sierra, want het is gelegen op een hoogte van 1.201 meter boven de zeespiegel.

## Flora
In de Sierra Espuña kunnen meer dan duizend verschillende plantensoorten gevonden worden, wat wil zeggen dat 33% van de soorten die in de regio van Murcia groeien, in dit park bewonderd kunnen worden. Van deze soorten worden er 36 beschermd door de wet of hebben een uniek botanisch en biogeografisch belang en verdienen daarom extra aandacht. De overheersende boomsoort is de aleppoden, met uitzondering van de hoger gelegen gebieden waar de zwarte den en de zeeden het landschap domineren. We vinden ook, in mindere mate, de steeneik en montpelieresdoorn vertegenwoordigd. Op de top is het opmerkelijk hoe de vegetatie zich aanpast aan de extreme weersomstandigheden.
Dicht bij de bronnen en de wandelwegen groeien de volgende gewassen:
- Iep
- Populier
- Wilg
- Kamperfoelie
- Hondsroos
- Sarsaparilla

Op de hoger gelegen gebieden vinden we:
- Hulsteik
- Mastiekboom
- Acacia
- Jeneverbes
- Aardbeiboom

## Fauna

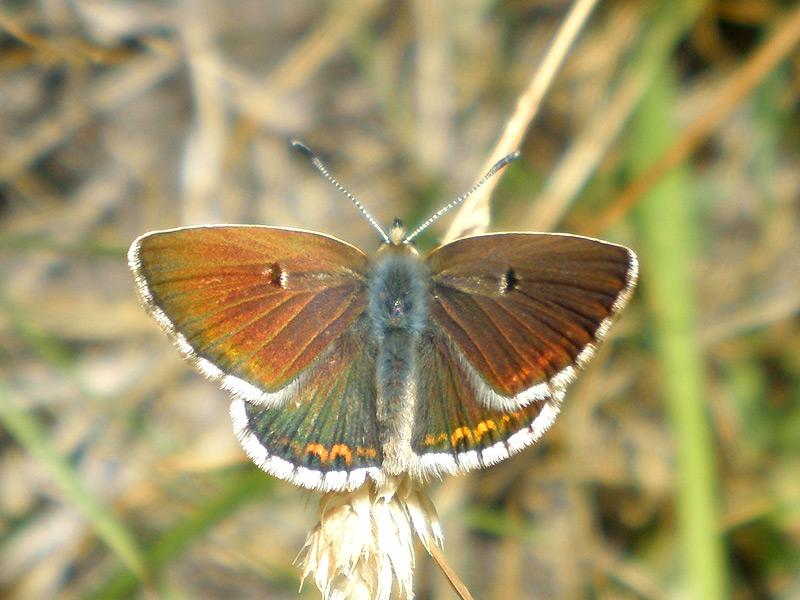
Spaans bruin blauwtje, vlinder

De samenstelling van het dierenbestand is heel gevarieerd. Alleen al de gewervelden bestaat uit 8 soorten amfibieën, 17 soorten reptielen, 123 vogelsoorten en 38 zoogdieren. Onder de insecten vinden we unieke soorten zoals de vlinder Spaans bruin blauwtje. Onder amfibieën verrast de rugstreeppad en de Iberische schijftongkikker. De diversiteit van de reptielengemeenschap blijkt uit het voorkomen van de hagedis, de wipneusadder en de hagedisslang. Maar zonder enige twijfel is de leefgemeenschap van vogels het meest uit het oog springen. In de bossen leven een overvloed aan vogelsoorten. Gedurende de dag liggen de sperwers en haviken op de loer. In de avond is het de beurt aan de bosuilen. De randen van de pijnbomen en de hagen zijn de uitgelezen plekken om vinken en lijsters te bezichtigen. De aanwezigheid van een aantal van deze soorten heeft ertoe geleid dat gebied verklaard is tot speciale beschermingszone voor vogels (SPA), met name voor gemeenschappen en oehoes. Op deze manier behoort het tot het Natura 2000-netwerk van de Europese Unie. Bij de zoogdieren zijn de manenschapen de sterren van het park. Daarnaast leven er eekhoorns, slaapmuizen, wilde zwijnen, marters, genetkatten, dassen en wilde katten.
Reptielen:
- Trapslang
- Hagedisslang
- Wipneusadder
- Chalcides
- Moorse landschildpad

Zoogdieren:
- Wilde zwijnen
- Wilde kat
- Manenschaap
- Konijn
- Woelmuizen
- Bosmuizen

Vogelsoorten:
- Vale gier
- Slechtvalk
- Sperwer
- Oehoe
- Steenarend
- Havikarend
- Duponts leeuwerik
- Griel
- Alpenkraai